# Георг Кристоф фон Херберщайн
Георг Кристоф фон Херберщайн (на немски: Georg Christoph Freiherr von Herberstein; * 14 февруари 1556; † 12 март 1613) е фрайхер, австрийски благородник от род Херберщайн в Щирия в Австрия, императорски военачалник в турските войни. Като императорски военачалник Георг Кристоф се бие дълги години против турците в Унгария, Хърватия и Славония.

## Произход
Той е малкият син на Георг Зигизмунд фон Херберщайн (1518 – 1578) и съпругата му Маргарета фон Пьоршах (* ок. 1520). Брат е на фрайхер Зигмунд Фридрих фон Херберщайн (1549 – 1621), императорски камер-хер, губернатор на Щирия и Каринтия.

## Фамилия
Георг Кристоф фон Херберщайн се жени на 27 октомври 1585 г. за фрайн Хелена Катарина фон Халег, дъщеря на фрайхер Фитус фон Халег (* ок. 1540) и Анна фон Нойхауз, дъщеря на Йохан фон Нойхауз цу Грайфенфелс и Анна фон Кьонигсфелд. Те имат пет деца, между тях:
- Анна Зидония фон Херберщайн († 1654), омъжена на 6 януари 1620 г. за фрайхер Бартоломеус фон Виндиш-Грец (* 3 януари 1593; † 23 ноември 1633, Залцбург), родители на поета, имперски съветник и дипломат граф
  - Готлиб Амадеус фон Виндиш-Грец (* 13 март 1630, Регенсбург; † 25 декември 1695, Виена), 1687 г. рицар на Ордена на Златното руно
- Файт Зигизмунд фон Херберщайн († 1637, Грац), фрайхер, женен на 14 февруари 1616 г. в Грац за фрайин Бенигна фон Заурау († 12 март 1630, Грац); родители на:
  - Ернст Фридрих фон Херберщайн († 1678)